# Dryopteris izuensis
Dryopteris izuensis là một loài thực vật có mạch trong họ Dryopteridaceae. Loài này được Kodama miêu tả khoa học đầu tiên năm 1914.